# Enio Iommi
Enio Iommi (Rosario, 20 de marzo de 1926 - San Justo, 13 de mayo de 2013) fue un escultor argentino vanguardista de proyección internacional.

## Biografía
Hijo de María Iommi y del escultor milanés Santiago Girola, Enio Iommi nació en Rosario, provincia de Santa Fe y se inició en la profesión con sólo diez años en el taller de su padre —como su hermano mayor Claudio Girola—, luego sumando estudios de dibujo con Enrico Forni cuando la familia se trasladó a Buenos Aires.
Miembro fundador del grupo Asociación Arte concreto Invención en 1946 trabajando con metales, acrílicos y madera, estilo en el que permaneció hasta 1977 cuando cambió como crítico de la realidad política en Argentina. En el Manifiesto invencionista de 1946 se sumaban su hermano Claudio, Alfredo Hlito, Raúl Lozza, Tomás Maldonado, Manuel Espinosa, Lidy Prati y Óscar Núñez.
Su obra puede dividirse en cuatro etapas: las esculturas de la década del 1940 que iniciaron el arte concreto argentino; el período geométrico entre 1951-1970, el período de los 70 y 80, sobre la violencia de la época, y su etapa final con las propuestas espaciales.
En 2003 se realizó una gran retrospectiva de su obra en su ciudad natal previo a exposiciones en Londres, Zúrich y el MoMA de Nueva York. Había participado en la Bienal de São Paulo, en la II Exposición Internacional de Arte Concreto y en Bruselas y Núremberg entre otras.
En el 2010 se hizo otra retrospectiva en el Centro Cultural Recoleta.
Sus esculturas se hallan en espacios públicos como los jardines del Museo Nacional de Bellas Artes de Buenos Aires, Teatro San Martín (Formas continuas, 1960), Cannes 1968, Sheraton Buenos Aires Hotel (1972) y los parques Baconao en La Habana (Majamoa, 1985) y de Aji de Shikoku (Construcción, 1987), así como en el Museo de Arte de Brasilia (1998).
Fue elegido Miembro de la Academia Nacional de Bellas Artes en 1975, puesto al que renunció en 1999.
En 1982 fue distinguido con el Premio Konex a la escultura no figurativa y nombrado Ciudadano ilustre de la Ciudad de Buenos Aires.
Irreverente y cáustico inveterado, cuando en el año 2008 la feria ArteBA le rindió homenaje junto a Clorindo Testa y Gyula Kosice expresó:

"...A ArteBA habría que tirarle ácido nítrico, que limpia. Si estoy acá, es porque ésta es la parte cultural de la feria. A mi el mercado, que sirve para decorar las casas de los pequeño burgueses, no me interesa. A mi lo que me interesa es el taller. El artista, fatalmente, algún día se muere. Si va a dejar algo, es culturalmente, no comercialmente. Mi placer- que no me lo permite mi familia-, sería quemar toda mi obra. Mi última obra, una gran llamarada..."

## Libros
- Jorge López Anaya, Enio Iommi escultor, Ediciones de Arte Gaglianone, Buenos Aires, 2000.